# Verwulft
Het Verwulft is een plein in het centrum van Haarlem, daar, waar de Gedempte Oude Gracht kruist met de Grote Houtstraat, de Koningstraat en de Gierstraat. Tevens grenst het Verwulft aan de Botermarkt.
Verwulft betekent letterlijk overwelfd. Dit zou kunnen slaan op het feit dat de (toen nog ongedempte) Oude gracht onder al deze straten doorliep.
Tegenwoordig kenmerkt het Verwulft zich als een druk verkeerskruispunt met in- en uitstapplaatsen voor veel stadsbussen en het R-net.